# ورزشگاه امیرکبیر کاشان
ورزشگاه امیرکبیر یک ورزشگاه فوتبال و دو و میدانی در شهر کاشان، ایران است.
این ورزشگاه که در سال ۱۳۸۶ تأسیس شده دارای ۱۵٬۰۰۰ نفر ظرفیت می‌باشد.